# Persone di cognome Gómez
| Questa pagina contiene informazioni ricavate automaticamente dalle voci biografiche con l'ausilio del template Bio e di un bot. L'aggiornamento è periodico e automatico e ricostruisce completamente la pagina. Se manca una persona in questa lista, sei pregato di non aggiungerla, ma accertati piuttosto che la sua voce biografica contenga il template Bio e che i dati anagrafici siano correttamente compilati. Se il template Bio manca, inseriscilo tu stesso o, in alternativa, metti l'avviso {{tmp\|Bio}} che ne segnala la mancanza. Se i dati riportati sono sbagliati, correggi direttamente la voce biografica; le modifiche saranno visibili in questa lista entro pochi giorni. Per chiarimenti vedi il progetto antroponimi. La lista contiene solo le 64 persone che sono citate nell'enciclopedia e per le quali è stato implementato correttamente il template Bio. Pagina aggiornata al 23 lug 2025. |

Questa è una lista di persone presenti nell'enciclopedia che hanno il cognome Gómez, suddivise per attività principale.

## Allenatori di calcio(1)
- Marcelo Gómez, allenatore di calcio e ex calciatore argentino (n. 1970)

## Arbitri di calcio(1)
- Carlos Clos Gómez, ex arbitro di calcio spagnolo (Saragozza, n. 1972)

## Arcivescovi cattolici(1)
- José Horacio Gómez, arcivescovo cattolico messicano (Monterrey, n. 1951)

## Attrici(2)
- Diana Gómez, attrice spagnola (Igualada, n. 1989)
- Isabella Gómez, attrice colombiana (Medellín, n. 1998)

## Banchieri(1)
- Rodrigo Gómez, banchiere, economista e politico messicano (Linares, n. 1897 - Città del Messico, † 1970)

## Calciatori(39)
- Christian Gómez, ex calciatore argentino (Buenos Aires, n. 1974)
- Derlis Gómez, ex calciatore paraguaiano (Asunción, n. 1972)
- Maximiliano Gómez, calciatore argentino (Buenos Aires, n. 1988)
- Milton Gómez, ex calciatore uruguaiano
- Alejandro Gómez, calciatore argentino (Buenos Aires, n. 1988)
- Hérculez Gómez, ex calciatore statunitense (Los Angeles, n. 1982)
- Róger Gómez, ex calciatore costaricano (n. 1965)
- Segundo Gómez, calciatore argentino (Santiago del Estero, n. 1902)
- Tony Gómez, ex calciatore uruguaiano (Melo, n. 1966)
- Alberto Gómez, calciatore uruguaiano (n. 1944 - † 2020)
- Alberto Gómez, calciatore cubano (Guantánamo, n. 1988)
- Martín Gómez, ex calciatore argentino (Mendoza, n. 1983)
- Arthur Gómez, ex calciatore gambiano (Banjul, n. 1984)
- Brian Gómez, calciatore argentino (San Justo, n. 1994)
- Christian Gómez, ex calciatore ecuadoriano (n. 1975)
- Diego Gómez, ex calciatore argentino (Rosario, n. 1984)
- Valentín Gómez, calciatore argentino (San Miguel, n. 2003)
- Elías José Gómez, calciatore argentino (Granadero Baigorria, n. 1994)
- Frederick Gómez, calciatore olandese (Oranjestad, n. 1984)
- Gastón Gómez, calciatore argentino (Mar del Plata, n. 1996)
- Gonzalo Gómez, calciatore argentino (Rosario, n. 1998)
- Gumercindo Gómez, calciatore boliviano (n. 1907 - † 1980)
- Iván Gómez, calciatore argentino (Villa Elisa, n. 1997)
- Jorge Gómez, calciatore uruguaiano
- José Gervasio Gómez, ex calciatore uruguaiano (n. 1949)
- José Gregorio Gómez, ex calciatore venezuelano (El Pao, n. 1963)
- José Luis Gómez, calciatore argentino (Santiago del Estero, n. 1993)
- José Amado Gómez, calciatore argentino (Santiago del Estero, n. 2000)
- Juan González Gómez, calciatore messicano (Guadalajara, n. 1924 - † 2009)
- Juan José Gómez, ex calciatore salvadoregno (San Miguel, n. 1980)
- Lucas Nicolás Gómez, calciatore argentino (Buenos Aires, n. 2004)
- Luciano Gómez, calciatore argentino (Corrientes, n. 1996)
- Mariano Gómez, calciatore argentino (Esperanza, n. 1999)
- Matías Gómez, calciatore argentino (La Leonesa, n. 1998)
- Matías Gómez, calciatore argentino (San Justo, n. 2003)
- Pablo Hernán Gómez, calciatore argentino (Mendoza, n. 1977 - Ixmiquilpan, † 2001)
- Richard Gómez, ex calciatore paraguaiano (n. 1972)
- Rodrigo Gómez, calciatore argentino (Santa Fe, n. 1993)
- Román Gómez, calciatore argentino (Quilmes, n. 2004)

## Cartografi(1)
- Esteban Gómez, cartografo e esploratore spagnolo (Porto - fiume Paraguay, † 1538)

## Chitarristi(1)
- Vicente Gómez, chitarrista e compositore spagnolo (Madrid, n. 1911 - USA, † 2001)

## Fumettisti(1)
- Carlos Gómez, fumettista argentino (Córdoba, n. 1964)

## Generali(1)
- Juan Vicente Gómez, generale e politico venezuelano (Hacienda La Mulera, n. 1857 - Maracay, † 1935)

## Giocatori di biliardo(1)
- Néstor Osvaldo Gómez, giocatore di biliardo argentino (Necochea, n. 1941 - Scafati, † 2018)

## Giocatrici di beach volley(1)
- Fabiana Gómez, giocatrice di beach volley uruguaiana (Montevideo, n. 1986)

## Giuristi(1)
- Antonio Gómez, giurista spagnolo (n. 1501 - † 1572)

## Martellisti(1)
- Joaquín Gómez, martellista argentino (Avellaneda, n. 1996)

## Modelle(1)
- Suzette Gómez, modella honduregna (Dipartimento di Cortés, n. 1988)

## Pittori(1)
- Juan Gómez, pittore spagnolo (Cuenca - San Lorenzo de El Escorial, † 1597)

## Poeti(1)
- Cristino Gómez, poeta e agronomo dominicano (Loma de Cabrera, n. 1987)

## Politici(1)
- Federico Franco, politico paraguaiano (Asunción, n. 1962)

## Pugili(1)
- Wilfredo Gómez, ex pugile portoricano (San Juan, n. 1956)

## Rapper(2)
- Soge Culebra, rapper e cantautore spagnolo (Murcia, n. 1999)
- Taboo, rapper e attore statunitense (Los Angeles, n. 1975)

## Rugbisti a 15(1)
- Fabio Gómez, ex rugbista a 15, allenatore di rugby a 15 e imprenditore argentino (Buenos Aires, n. 1965)

## Scenografi(1)
- Antxón Gómez, scenografo spagnolo (San Sebastián, n. 1952)

## Taekwondoka(1)
- Marta Calvo Gómez, taekwondoka spagnola (Madrid, n. 1996)

## Tennisti(1)
- Federico Agustín Gómez, tennista argentino (Merlo, n. 1996)